# Tami Erin
Tami Erin nata Tamara Erin Klicman (Wheaton, 8 luglio 1974) è un'attrice e modella statunitense.

## Biografia
Erin ha iniziato a recitare e a lavorare come modella a 8 anni dopo aver firmato un contratto con la Elite Model Management. Erin poi ha studiato recitazione, canto, danza e ginnastica.ed è cresciuta a Wheaton, nell'Illinois, ma a 9 anni la sua famiglia si è trasferita a Miami, in Florida. Nel 1988 ha ricevuto il ruolo di protagonista nella produzione della Columbia Pictures Le nuove avventure di Pippi Calzelunghe per cui è stato selezionata in un casting internazionale da 8.000 candidate a undici anni. Il ruolo principale nel film, diretto da Ken Annakin, ha guadagnato la sua fama internazionale e diversi contratti commerciali all'età di quattordici anni (dentrificio Aquafresh, Hostess Cupcakes e Determined Toys che produsse la bambola su Pippi Calzelunghe) anche se il film ricevette generalmente critiche negative.
Il regista del film, Ken Annakin, descrisse la sua personalità come una buona figura per il ruolo: "Tami irradia il sole, quando sorride, tutti sono felici, lei è Pippi Calzelunghe".
Comunque, grazie alla sua popolarità divenne ambasciatrice dell'UNICEF e parlò in questa funzione in occasione della Giornata mondiale dei bambini del 24 aprile 1988 alle Nazioni Unite. Nello stesso anno è stata nominata per la sua interpretazione di Pippi Calzelunghe nei Razzie Award come "peggiore esordiente".
Erin è anche a capo della linea di abbigliamento Pippi ed è diventata anche un'ambasciatrice per Hearts.com, una linea di eco-moda di 2.000 artigiani che riciclano abbigliamento e accessori per sei associazioni di beneficenza internazionali. Tami Erin è apparsa negli sport pubblicitari di Nestlé Cheerios, Carefree Sugarless Gum, Nestlé Chocolate e Equalanche acquistato anche la casa di moda Dreams Clothing Company.
Nel 2013 la casa di produzione cinematografica pornografica Zero Tolerance ha acquistato il video pornografico amatoriale Tami Erin The SEX Tape che la Erin ha venduto per evitare che l’ex fidanzato lo facesse a sua insaputa. 
Il quale è stato nominato negli AVN Award nella categoria Best Celebrity Sex Tape del 2014, vinto poi da Tila Tequila. Sempre nel 2013 è stata arrestata a Los Angeles per guida in stato di ebbrezza dopo aver causato un incidente con la sua auto ed aver ferito e mandato in ospedale almeno uno dei guidatori e la cauzione venne fissata a 100.000 dollari; poco tempo prima aveva preso a botte il suo coinquilino.

## Filmografia
- Le nuove avventure di Pippi Calzelunghe (The New Adventures of Pippi Longstocking), regia di Ken Annakin (1988)
- Kill You Twice, regia di Damian Chapa (1988)
- The Little Rose, regia di Byron Snyder - cortometraggio (2005)
- A.G.E.N.T.S. (2007)
- Disconnect, regia di Robin Christian (2010)
- Tim and Eric Awesome Show, Great Job! Chrimbus Special, regia di Tim Heidecker, Eric Wareheim e Benjamin Berman (2010)
- I Heart San Francisco (2012)

## Doppiatrici italiane
- Ilaria Stagni in Le nuove avventure di Pippi Calzelunghe

## Riconoscimenti
- Razzie Awards
  - 1989: Nomination – Peggior esordiente per Le nuove avventure di Pippi Calzelunghe